# Општина Алексени (Јаломица)
Алексени (рум. Alexeni) општина је у Румунији у округу Јаломица.
Oпштина се налази на надморској висини од 49 m.